# Valtorta
Valtorta (lombardul: Altòrta) település Olaszországban, Lombardia régióban, Bergamo megyében. Lakosainak száma 243 fő (2023. január 1.). Valtorta Cassiglio, Gerola Alta, Introbio, Ornica, Barzio és Vedeseta községekkel határos.

## Népesség
A település lakossága az elmúlt években az alábbi módon változott:
| Lakosok száma | 275  | 270  | 243  |
|               | 2017 | 2018 | 2023 |